# Plourhan
Plourhan is een gemeente in het Franse departement Côtes-d'Armor, in de regio Bretagne. De plaats maakt deel uit van het arrondissement Saint-Brieuc. Plourhan telde op 1 januari 2022 2.137 inwoners.

## Geografie
De oppervlakte van Plourhan bedroeg op 1 januari 2022 17,24 vierkante kilometer; de bevolkingsdichtheid was toen 124 inwoners per km².
De onderstaande kaart toont de ligging van Plourhan met de belangrijkste infrastructuur en aangrenzende gemeenten.

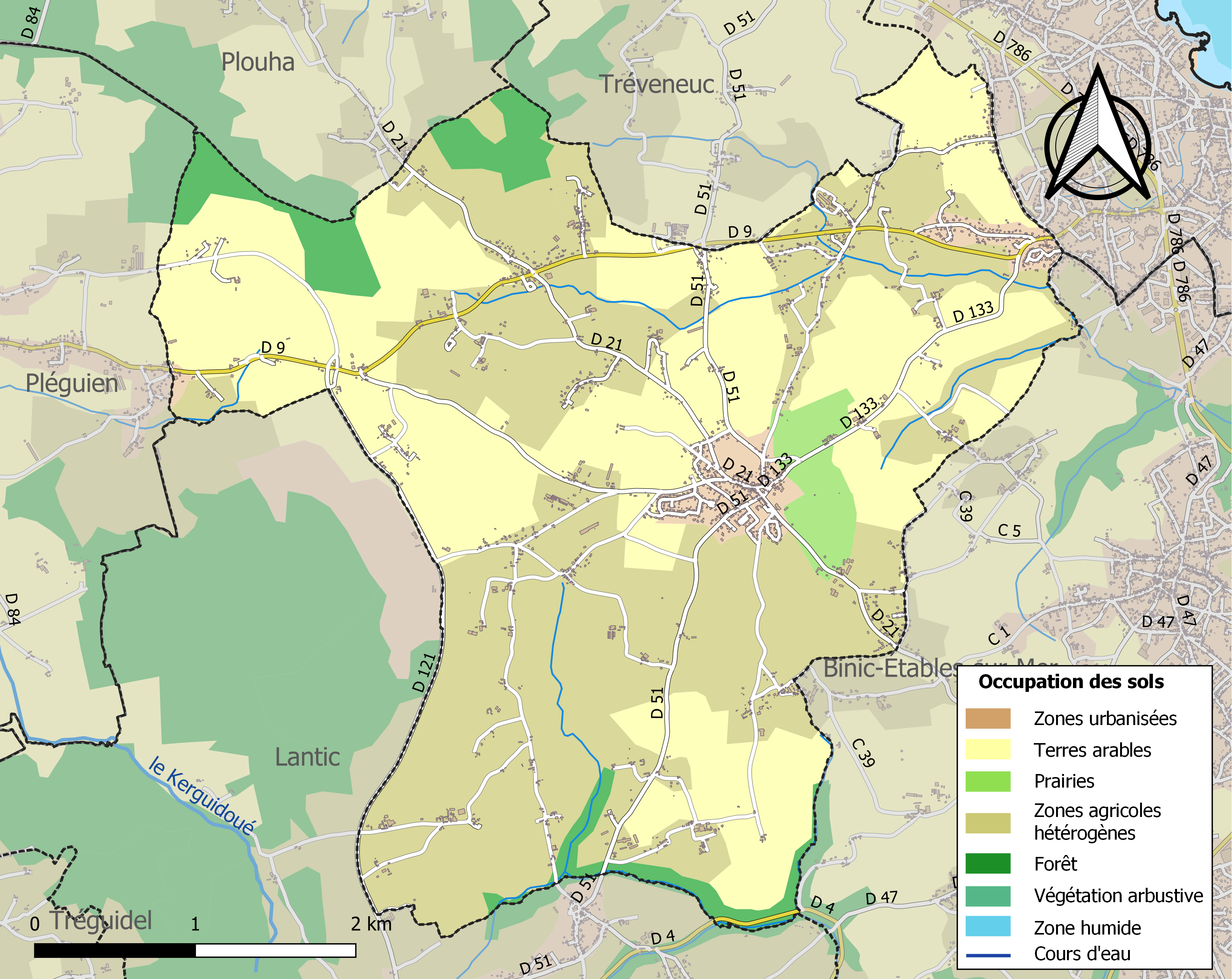

## Demografie
Onderstaande figuur toont het verloop van het inwonertal (bron: INSEE-tellingen). 